# Saligney
Saligney – miejscowość i gmina we Francji, w regionie Burgundia-Franche-Comté, w departamencie Jura.
Według danych na rok 1990 gminę zamieszkiwały 162 osoby, a gęstość zaludnienia wynosiła 20 osób/km² (wśród 1786 gmin Franche-Comté Saligney plasuje się na 582. miejscu pod względem liczby ludności, natomiast pod względem powierzchni na miejscu 557.).